# Philisca ornata
Philisca ornata là một loài nhện trong họ Anyphaenidae.
Loài này thuộc chi Philisca. Philisca ornata được Lucien Berland miêu tả năm 1924.